# والای همگان (مارول کامیکس)
یکی بالاتر از همه یا والای همگان (به انگلیسی: The One Above All) شخصیت خیالی به نمایندگی از یک نویسنده  در کتاب‌های مارول کامیکس توسط مارک وید و مایک ویرینگو ساخته شد و اولین بار در مه ۲۰۰۴ در سری کمیک چهارشگفت انگیز ظاهر شد. در چند حضور خود او ظاهر جک کربی یا استنلی را گرفت. یکی بالاتر از همه خالق تمام خلقت مارول و هر آنچه در مارول دیده ایم است 
طبق یک کمیک والای همگان آواتار نویسنده هست 
دلیل این حرف این است که والای همگان در کمیک های فنتاستیک فور از یک مداد استفاده کرد که توانست 
کمیک را تغیر دهد
و این کمیک به ما می‌فهماند که والای همگان آواتار استن لی هست که یعنی او توانایی کنترل کامل داستان های کمیک را دارد فرامرز فتحی

## توانایی ها و قدرت‌ها
در ابتدا هیچ چیز در دنیای مارول وجود نداشت و تنها والای همگان(نویسنده)وجود داشت.سپس او تمام خلقت را به وجود آورد.هیچ شخصیتی در دنیای مارول عالی رتبه تر از والای همگان نیست و او قبل از همه چیز بوده حتی قبل از کمیک.(زیرا او همان نویسنده یا استنلی است و عملا قادر مطلق است)
او همان نویسنده و آواتار استنلی است،به عنوان موجودی ایزدگونه و عالی‌رتبه‌ترین شخصیت در تمام خلقت مارول (فرضیه چند جهانی دنیای خیالی مارول) والای همگان یک قادرمطلق است و خود را به عنوان قدرتمندترین نشان می‌دهد درهمه جا حضور دارد وهمه چیز را می‌داند،قدرت او بالاتراز همه قدرت‌های کیهانی و موجودات انتزاعی حتی دادگاه زندگی و بیاندر است و عملاً قادر مطلق در کمیک است.
هیچ شخصیتی از او در جهان مارول برتر نیست و هرچه که ما در کمیک ها یا فیلم های مارول دیده ایم همه به دست او ساخته شده اند.
او می تواند هر کاری را که بخواهد انجام دهد،او می تواند تمام قدرت هارا در مارول بگیرد یا بیشترشان کند.البته یک اشتباهی که بعضی از خواندگان کمیک می‌کنند این است که فکر می‌کنند تانوس رگلاتور والای همگان را جذب خود کرده یا نابود کرده است،در صورتی که این غلط است و تانوس رگلاتور آواتار والای همگان به نام above all others (والای دیگران)را نابود کرده است و هیچ کس قدرت این را ندارد که والای همگان را نابود سازد زیرا هرچه و هرچیز که در دنیای مارول هست توسط خود والای همگان خلق شده است و خالق تمام خلقت مارول است.
هیچ کس قدرت بیکران،هوش بیکران،سرعت بیکران،استقامت بیکران و...او را ندارد نمی تواند با او مقابله کند زیرا او خود نویسنده است.هیچ شخصیت خیالی کمیکی نمی‌تواند با او مقابله کند،چون او نویسنده است و تمام اتفاقات کمیک های مارول به دست او نوشته می‌شوند و او با یک نوشته ی کوچک می‌تواند هر چیزی که دلش می‌خواهد خلق کند،نابود کند و یا آسیب بزند،او به دلیل نویسنده بودنش هوش فوق العاده بالا دارد و از همه چیز با خبر است زیرا همه چیز در مارول به دست او رقم می‌خورد.همچنین به دلیل هوش نویسندگی اش به کمیک به عنوان سرگرمی نگاه می‌کند.

## نکته جالب
عدم تعادل مولتیورس (فرضیه چندجهانی مارول): هنگامی که تانوس، تحت کنترل خود قادر مطلق آینده خود، استرال ریگلاتور (تنظیم کننده کیهانی) جهان خود را بدست آورد (سلاحی قدرتمندتر از سنگهای بی‌نهایت که برای جدا نگه داشتن هر جهان از یکدیگر کار می‌کرد)، این امر باعث عدم تعادل شدید در مورد مولتیورس شد.تنظیم کننده کیهانی می‌توانست والای دیگران (آواتار والای همگان) را جذب خود کند.